# Grant Aviation
Grant Aviation ist eine regionale US-amerikanische Fluggesellschaft, die Kenai, das Yukon-Kuskokwim-Delta, die Bristol Bay und die Aleuten-Kette in Alaska bedient. Die Fluggesellschaft wurde 1971 als Delta Air Services mit Sitz in Emmonak gegründet.

## Geschichte
Grant Aviation wurde 1971 als Delta Air Services in Emmonak gegründet. Der Name wurde 1993 in Grant Aviation geändert. In den ersten Jahren des Unternehmens, bevor Organisationen wie LifeMed Alaska tätig waren, erbrachte Grant Ambulanz- und Rettungsflüge (Medevac-Dienste) für viele Gemeinden des Yukon-Kuskokwim-Deltas.
Im Oktober 1994 überreichte die Gemeinde Emmonak Grant Aviation eine einheimische Eulenmaske als Anerkennung für zahlreiche lebensrettende Maßnahmen in den Gemeinden des Yukon-Deltas. Später wurde diese Maske zum Firmenlogo.
Heute hat Grant Aviation Niederlassungen in Anchorage, Bethel, Cold Bay, Dillingham, dem Dutch Harbour / Unalaska, Emmonak, Kenai und King Salmon und bedient Gemeinden im gesamten Yukon-Kuskokwim-Delta, den Aleuten und der Bristol Bay.

Grant Aviation bietet im Rahmen eines Vertrags mit LifeMed Alaska weiterhin Flugambulanzdienste in der Region Yukon-Kuskokwim-Delta an.
Im Jahr 2004 wurde die Fluggesellschaft von Bruce McGlasson und Mark „Woody“ Richardson übernommen. Im Februar 2021 übernahm die Investmentfirma Westward Partners aus Seattle Grant Aviation.

## Flotte
Die Flotte der Grant Aviation besteht mit Stand vom Juli 2022 aus:
| Flugzeugtyp        | Anzahl | Sitze | Bemerkung |
| ------------------ | ------ | ----- | --------- |
| Beech BE-200       | 02     | 9     |           |
| Cessna 207         | 10     | 6     |           |
| Cessna 208         | 25     | 9     |           |
| Piper PA-31 Navajo | 04     | 9     |           |
| Gippsland Airvan 8 | 07     | 7     |           |
| Gesamt             | 48     | –     | −         |

Am 7. Juli 2020 erwarb Grant Aviation 10 Cessna 208 Caravans, und 5 Cessna 207 Flugzeuge bei der Insolvenzauktion von Ravn Alaska.

## Flying Can-Service (Recycling)
Grant Aviation nimmt zusammen mit Bering Air, Frontier Flying Service, Northern Air Cargo, PenAir und Ryan Air Service am Flying Can-Service teil, mit dem ländliche Gemeinden in Alaska Aluminiumdosen und PET-Flaschen recyceln zu können.

## Quyana Rewards
Grant Aviation bietet ein Vielfliegerprogramm namens Quyana Rewards an. Mitglieder erhalten eine Gutschrift für jedes bezahlte Segment bei Grant Aviation. Mitglieder können ein kostenloses One-Way-Ticket für jeweils fünf Segmente und einen Hin- und Rückflug für zehn Segmente einlösen. Die Rewards verfallen nie.